# Ramón Benito
Ramón Benito Martínez (Tordera, España; 29 de agosto de 1974) fue un jugador de hockey sobre patines profesional.
Inició su carrera deportiva en el Club Patí Tordera, donde debutaría en el primer equipo en 1993, después de pasar un año en el Blanes Hoquei Club. En 1996 ficha por el Club Patí Vic y se convierte en uno de los referentes del equipo, que gana la Copa del Rey de hockey sobre patines del año 1997.
En 1999 fichó por el FC Barcelona de la mano del entrenador azulgrana Carlos Figueroa Lorente hasta el año 2006, donde ganó absolutamente todos los títulos, y contribuyendo además a los títulos logrados también con la selección española.
Después de abandonar la disciplina barcelonista Ramón volvió a Blanes donde jugó sus últimas temporadas.
En septiembre de 2010 fue nombrado entrenador del Blanes tras la destitución de Manel Barceló. Años más tarde en febrero de 2013 fue destituido como técnico del conjunto gerundense.
Desde el año 2017 es coordinador del Girona Hoquei Club

## Palmarés como jugador
- 6 Copas de Europa (1999-2000, 2000-2001, 2001-2002, 2002-2003, 2003-2004, 2004-2005)
- 4 Supercopas de Europa (2000-2001, 2001-2002, 2002-2003, 2004-2005)
- 1 Copa Continental: 2005-2006.
- 7 Ligas españolas (1999-2000, 2000-2001, 2001-2002, 2002-2003, 2003-2004, 2004-2005, 2005-2006)
- 5 Copas del Rey (1996-1997, 1999-2000, 2001-2002, 2002-2003 y 2004-05)
- 2 Supercopa de España (2004-2005, 2005-2006)
- 3 Copas Ibéricas (1999-2000, 2000-2001, 2001-2002)